# Kirchbach in Steiermark
Kirchbach in Steiermark är huvudorten i  kommunen Kirchbach-Zerlach i Österrike. Den ligger i distriktet Südoststeiermark i förbundslandet Steiermark. 
Kirchbach in Steiermark var tidigare en självständig kommun, men slogs den 1 januari 2015 samman med kommunen Zerlach. Den nya kommunen behöll namnet Kirchbach in Steiermark, men bytte 1 januari 2016 namn till Kirchbach-Zerlach.
Den tidigare kommunen Kirchbach in Steiermark bestod av sex orter (Ortschaften) (inom parentes invånarantal 1 januari 2024):
- Glatzau (236)
- Kirchbach in Steiermark (861)
- Kleinfrannach (168)
- Maierhofen (116)
- Tagensdorf (19)
- Ziprein (142)